# Neosharpiella
Neosharpiella, rod pravih mahovina iz porodice Bartramiaceae. Postoje dvije priznate vrste, obje opisane 1973. godine
Tipična je  N. aztecorum iz središnjeg Meksika, dok je  N. turgida iz Južne Amerike (Bolivija).

## Vrste
1. Neosharpiella aztecorum H. Rob. & Delgad.
2. Neosharpiella turgida (Mitt.) H. Rob. & Delgad.